# Ordine della libertà della Repubblica di Slovenia
L'Ordine della libertà della Repubblica di Slovenia (in sloveno: Častni znak svobode Republike Slovenije) è la maggiore onorificenza della Slovenia, attribuita dal presidente della Repubblica.

## Categorie
Si divide in tre categorie:
- medaglia d'oro (Zlati častni znak svobode RS);
- medaglia d'argento (Srebrni častni znak svobode RS);
- medaglia d'onore (Častni znak svobode RS);

Il riconoscimento è stato istituito per legge (Gazzetta Ufficiale della Repubblica di Slovenia n. 24/1992).
In conformità con le disposizioni della presente legge, l'onorificenza vine concessa per i seguenti meriti:
- eroismo nella protezione della libertà della Repubblica di Slovenia;
- meriti eccezionali nella promozione e difesa dell'indipendenza e della sovranità della Repubblica di Slovenia;
- coraggio personale e auto-sacrificio nel risolvere e proteggere le vite umane e i beni materiali;
- merito e contributo personale alla creazione, allo sviluppo e al rafforzamento delle relazioni internazionali, che contribuiscono al riconoscimento e alla promozione internazionale della Repubblica di Slovenia;
- merito in altri settori della vita e del lavoro, che sono importanti per la sovranità e la libertà della Repubblica di Slovenia.

Con l'entrata in vigore della successiva legge sulle decorazioni della Repubblica di Slovenia (Gazzetta Ufficiale della Repubblica di Slovenia, n. 69/2004), la cerchia dei destinatari si è ristretta, poiché il segno onorario di libertà della Repubblica di Slovenia è stato conferito come massima decorazione di merito al solo scopo di difendere la libertà ed esercitare la sovranità della Repubblica di Slovenia in relazione a detti atti relativi all'indipendenza.